# Lauren Reed
Lauren Reed este un personaj jucat de Melissa George în serialul Alias. Ea este soția lui Michael Vaughn în cel de-al treilea sezon al serialului. 

## Biografie
Lauren Reed este agentul de legătură al NSC cu CIA și lucrează împreună cu Sydney Bristow și Vaughn. A fost prezentată la începutul sezonului 3 ca fiind senatorului George și a Oliviei Reed, precum și soția lui Vaughn, cu care s-a căsătorit în timpul absenței lui Sydney sub controlul Legământului.
Lauren și Sydney au o relație antagonistă de la început; Lauren în special se simțea amenințată de faptul că fosta iubită a soțului ei a reapărut în viața acestuia. După puțin timp, Sydney și Lauren încep să coopereze și chiar să meargă în misiuni împreună. În timpul unei misiuni, Lauren omoară pe cineva, fapt care aparent o dezorientează.
Totuși, este dezvăluit curând că Lauren este de fapt un agent dublu pentru Legământ, încercând să saboteze munca CIA-ului. Prima sa misiune cunoscută pentru Legământ a fost asasinarea lui Andrian Lazarey. A fost însărcinată să-și omoare tatăl, când adevăratele sale afiliații sunt pe cale să iasă la iveală. Lauren nu a putut să apesa pe trăgaci și să-și omoare tatăl. Mama lui Lauren a venit și și-a împușcat ea însăși soțul, dezvăluind astfel că lucrează pentru Legământ. Lauren comite adulter, fiind implicată (atât personal cât și profesional) cu Julian Sark, care lucrează de asemenea pentru Legământ. Eventual, adevărata sa natură este descoperită de către CIA. Deși Sydney și Vaughn voiau să o omoare, acest lucru nu o împiedică să se infiltreze în biroul CIA, deghizată în Sydney, împușcându-l pe Marshall Flinkman și cauzând pagube majore locului și omorând și rănind numeroși agenți cu ajutorul unor bombe cu telecomandă, înainte de a omorî un șofer inocent pentru a-i fura mașina cu care să fugă. 
În finalul sezonului 3, Lauren se confruntă cu Sydney și aproape o învinge în timpul unei lupte, dar este împușcată de Vaughn. Înainte de a muri, Lauren îi dezvăluie lui Sydney locul unei cutii de valori, care conține informații despre trecurul ei. 